# Straight Through My Heart
"Straight Through My Heart" é o primeiro single do álbum This Is Us do grupo pop estadunidense Backstreet Boys.

## Sobre o videoclipe
Se passa em uma boate onde eles fazem papel de vampiros que "salvam" as pessoas do inimigo - atacando suas vítimas em boates e discotecas. Cantam e dançam até visualizarem a "inimiga", retiram-na de lá e a empurram na luz do sol a qual se desintegra. Deixam o local e caminham até desaparecerem no ar.

## Faixas
CD Single britânico
1. "Straight Through My Heart" (Main Version) — 3:28
2. "Straight Through My Heart" (Dave Audé Radio Edit) — 3:53

Single promocional britânico
1. "Straight Through My Heart" (Main Version) - 3:28
2. "Straight Through My Heart" (Instrumental) - 3:28

## Desempenho nas paradas
| Parada (2009)                                | Posição mais alta |
| -------------------------------------------- | ----------------- |
| Austria Singles Top 75                       | 45                |
| Belgium UltraTop 50                          | 18                |
| Canada Singles Top 100                       | 19                |
| Germany Singles Top 100                      | 22                |
| Hungarian Airplay Chart                      | 29                |
| Scotland Chart (The Official Charts Company) | 5                 |
| Slovak Airplay Chart                         | 22                |
| Sweden Singles Top 60                        | 10                |
| Swiss Singles Top 75                         | 30                |
| UK Singles Top 75                            | 72                |
| U.S. Billboard Hot Dance Club Songs          | 18                |